# 菊屋横丁

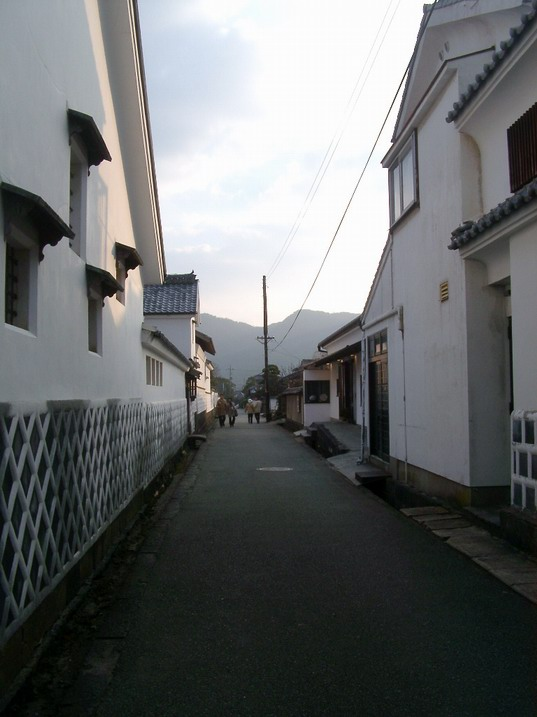
なまこ壁の並ぶ菊屋横町（2005年12月）

菊屋横丁（きくやよこちょう、「菊屋横町」とも）は、山口県萩市春若町から南古萩町に至る全長0.5 kmの萩市道春若町南片河線の通称である。萩藩の御用商人で、徳川幕府巡見使の宿として本陣にもあてられた菊屋家住宅の脇を通る横丁であることから付けられている。幅員は3 mあり、道路側溝は昔からある石組みされたものである。
萩市は、江戸時代の1604年（慶長9年）に毛利輝元が徳川幕府の許しを得てから萩城を築城し、4年後の1608年（慶長13年）に城が完成して以来、毛利藩主13代260年間続く居城となった城下町である。1966年（昭和41年）指定の国指定史跡でもある「萩城城下町」の西側に位置したこの道は、呉服町を通り中の惣門、萩城に通じる参勤交代の道である「御成道」に面しており、江戸時代当時の景観を良く残している。延々と続く土塀（なまこ壁）が美しいことから、1986年（昭和61年）8月10日の道の日に、旧建設省と「道の日」実行委員会により制定された「日本の道100選」に選定されている。名の由来となっている菊屋住宅は、現存する大型の町屋として日本最古に属する17世紀後半の藩政初期の希少な建築で、観光客向けに一般公開もされている。
萩市を象徴する道として、旅番組、ドラマ、映画に頻繁に登場する。現在の萩市の市章は菊屋横町でも見られる城下町の土塀の文様をモチーフとしたものでもある。

## 沿道の旧跡
- 菊屋家住宅
- 高杉晋作旧宅（誕生地）
- 田中義一旧宅（誕生地）